# ادگار سانابریا
ادگار سانابریا آرسیا (اسپانیایی: Edgar Sanabria Arcia‎؛ (زادهٔ ۳ اکتبر ۱۹۱۱ – درگذشتهٔ ۲۴ آوریل ۱۹۸۹) یک وکیل، دیپلمات و سیاستمدار اهل ونزوئلا بود.
او از ۱۴ نوامبر ۱۹۵۸ تا ۱۳ فوریه ۱۹۵۹ رئیس‌جمهور موقت ونزوئلا بود.